# Sorgbosjön
Sorgbosjön är en sjö i Hudiksvalls kommun i Hälsingland och ingår i Delångersåns huvudavrinningsområde. Sjön är 10,2 meter djup, har en yta på 0,0647 kvadratkilometer och befinner sig 147,3 meter över havet.

## Delavrinningsområde
Sorgbosjön ingår i det delavrinningsområde (683958-155383) som SMHI kallar för Mynnar i Trogstaån. Medelhöjden är 198 meter över havet och ytan är 1,94 kvadratkilometer. Det finns inga avrinningsområden uppströms utan avrinningsområdet är högsta punkten. Vattendraget som avvattnar avrinningsområdet har biflödesordning 3, vilket innebär att vattnet flödar genom totalt 3 vattendrag innan det når havet efter 40 kilometer. Avrinningsområdet består mestadels av skog (91 procent). Avrinningsområdet har 0,06 kvadratkilometer vattenytor vilket ger det en sjöprocent på 3,3 procent.